# Hidvégardó
Hidvégardó község Borsod-Abaúj-Zemplén vármegyében, az Edelényi járásban.

## Fekvése
Miskolctól körülbelül 65 kilométerre északra fekszik mint a vármegye – és így Magyarország – legészakibb települése. A környező falvak közül Becskeháza 5, Tornaszentjakab 6, Tornanádaska 7 kilométerre fekszik, a legközelebbi város a határ magyar oldalán a mintegy 30 kilométerre fekvő Szendrő. Az államhatár szlovák oldalán a legközelebbi falu Bódvavendégi (Host’ovce), a legközelebbi város pedig a mintegy 20 kilométerre található Szepsi (Moldava nad Bodvou).

### Közlekedése
Belterületének főutcája a 2614-es út, amely Hidvégardó közigazgatási területének legészakibb pontján ágazik ki a 27-es főútból dél felé, és kezdeti szakaszán határútként húzódik, Hidvégardó és a már Szlovákiához tartozó Bódvavendégi határvonalán. Hidvégardói külterületen húzódik a fentieknek megfelelően a 27-es főút legészakibb szakasza is, valamint a község határában ágazik ki a 2614-es útból a zsáktelepülésnek számító Becskeházára vezető 26 121-es út, és torkollik bele Komjáti-Bódvalenke felől a 2629-es út is.
Autóbusszal a község a Volánbusz által üzemeltetett 3707-es és 4136-os busszal közelíthető meg.
Területéhez tartozott Hidvégardó vasúti megállóhely, amely a 94-es számú vasútvonal utolsó magyarországi megállója volt, miután a trianoni békeszerződés elvágta a vonalat a Felvidéktől. A megállóig 1970-ig kijártak a vonatok Miskolcról, amikor a végállomást Tornanádaskára helyezték át. 2009-ben a felvételi épületet elbontották.

## Története
Elsőként 1283-ban említik. Az 1400-as években a Bebek család birtoka volt. A 14. században már nemcsak temploma, de iskolája is volt. A 15. században huszita kézbe került, majd a husziták kiűzése után vissza a Bebekekhez. A török időkben elnéptelenedett, csak az 1730-as években telepítették be újra. 1736-ban katolikus plébániát hoztak létre, a templomot 1777-ben restaurálták. 1896-ban ért el ide a vasút.
A bécsi levéltárban őrzött Bakócz-Ipolyi kódexben fennmaradtak egy udvarház elszámolásai. Ezt az épületet Bakócz Tamás egri érsek építtette 1492-ben – valószínűleg reneszánsz stílusban, művészi igénnyel. A kódex két tető alatt öt „házról” (azaz szobáról) fából ácsolt kapuról és faragott kőkútról számol be. Ma már semmi nyoma; lehet, hogy ennek helyén áll a Gedeon-kastély.
Sokáig Torna vármegyéhez tartozott, majd a trianoni békeszerződés eredményeként határ menti település lett.

### Nevének jelentése
A Hidvégardó összetett szó „hidvég” előtagja a Bódva folyó hídjára utal, az „ardó” utótag pedig az erdőóvó szóból rövidült, és lakosainak egykori foglalkozására, az erdőgazdálkodásra utal.

## Közélete

### Polgármesterei
- 1990–1994: Matusz Tamás (független)[5]
- 1994–1998: Matusz Tamás (független)[6]
- 1998–2002: Matusz Tamás (független)[7]
- 2002–2006: Matusz Tamás (független)[8]
- 2006–2010: Matusz Tamás (független)[9]
- 2010–2014: Matusz Tamás (független)[10]
- 2014–2019: Matusz János Tamás (független)[11]
- 2020–2024: Tirpák László (független)[12]
- 2024– : Tirpák László (független)[1]

A településen a 2019. október 13-án tartott megtartott önkormányzati választás után, a polgármester-választás tekintetében nem lehetett eredményt hirdetni, az első helyen kialakult szavazategyenlőség miatt. Aznap a 468 szavazásra jogosult lakos közül 318 fő járult az urnákhoz, ketten érvénytelen szavazatot adtak le, az érvényes szavazatokból pedig egyformán 117-117 esett a négy független jelölt közül kettőre, Matusz Tamás addigi polgármesterre és egyik kihívójára, Tirpák Lászlóra, amivel mindketten 37,03%-os eredményt értek el. Az emiatt szükségessé vált időközi választás viszont, amit 2020. február 2-án tartottak meg, lényegében tét nélkülivé vált, mert ezen már csak Tirpák László indult el a polgármesteri posztért.

## Népesség
A település népességének változása:
| Lakosok száma | 564  | 547  | 544  | 522  | 529  | 493  | 496  |
|               | 2013 | 2014 | 2015 | 2021 | 2022 | 2023 | 2024 |

2001-ben a lakosok 90%-a magyar, 10%-a cigány nemzetiségűnek vallotta magát.
A 2011-es népszámlálás során a lakosok 99,3%-a magyarnak, 4,5% cigánynak, 0,2% németnek, 0,2% ruszinnak mondta magát (0,7% nem válaszolt; a kettős identitások miatt a végösszeg nagyobb lehet 100%-nál). A vallási megoszlás a következő volt: római katolikus 84%, református 8,5%, görögkatolikus 2,4%, felekezeten kívüli 3,3% (1,8% nem válaszolt).
2022-ben a lakosság 93,6%-a vallotta magát magyarnak, 12,7% szlováknak, 4,3% cigánynak, 0,2% szlovénnek, 0,2% németnek, 0,6% egyéb, nem hazai nemzetiségűnek (4,5% nem nyilatkozott; a kettős identitások miatt a végösszeg nagyobb lehet 100%-nál). Vallásuk szerint 57,8% volt római katolikus, 9,3% református, 2,6% görög katolikus, 0,2% egyéb keresztény, 0,8% evangélikus, 2,1% felekezeten kívüli (7% nem válaszolt).

## Látnivalók
- Gedeon-kastély (Tornai u. 54.) A hatszobás, L alaprajzú, földszintes, copf stílusú kastélyt feltehetően Gedeon Kelemen építtette az 1770-es években (lehet, hogy egy korábbi kúria felhasználásával). Az utca felőli homlokzatát háromtengelyes középrizalit tagolja; timpanonjában isten szemes stukkódísszel. Ablakai fölött vakolatdíszek láthatók. Belül dongaboltozatos oldalfolyosó, a szobákban fiókos dongaboltozat, díszes barokk ajtók, rokokó cserépkályha. A kastélyban egy ideig iskola működött, majd üresen állt. Jelenleg a Teleháznak és a kézművesháznak ad otthont.[18]

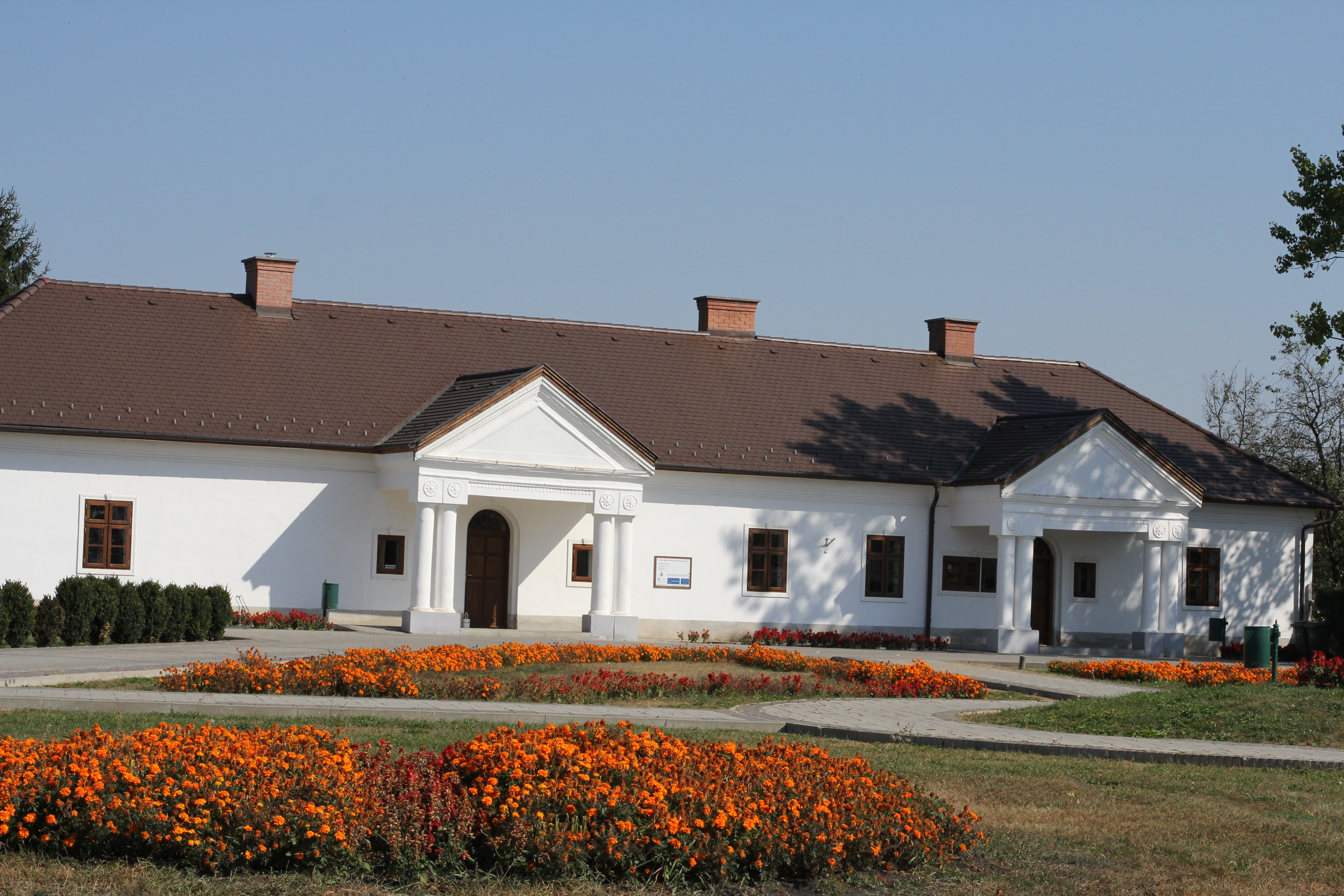
Hídvégardó, Papp-kúria

- Hídvégardó, Papp-kúriaAz elnyújtott téglalap alaprajzú, földszintes Papp-kúriát (Tornai u. 95.) 1830 körül építették népies, klasszicizáló stílusban. Utcai homlokzata előtti két portikusz oszloppárokkal alátámasztott oromzatában stukkó címerpajzsok láthatók. A homlokzatok jelenleg díszítetlenek. Belül erősen átalakították.
- A fallal kerített római katolikus templom (középkori eredetijét 1777-ben barokk stílusban teljesen átépítették, majd a 19. század elején felújították. A főhomlokzata előtt álló, durva terméskőből emelt, szép vonalú sisakkal koronázott torony a középkori templom harangtornya lehetett. A három szakaszra osztott hajót és a keskenyebb, egyenesen záródó szentélyt csehsüvegboltozat fedi. 18. századi oltárképe az angyali üdvözletet ábrázolja.
- A református templom 1794–97-ben épült. 1834-ben teljesen leégett, de 1837-ben újjáépítették. A déli homlokzata előtt álló zömök toronyra 1986-ban hegyes sisakot tettek, ezzel magassága elérte a 15 m-t. A nyugati oldalon nyíló bejáratot kicsiny előtér védi. Téglalap alaprajzú, síkmennyezetes hajója 6 m * 12 m-es, berendezése egyszerű.
- Szent Anna-kápolna
- Millenniumi tér
- Hídvégardó, népi lakóházakNépi lakóházak

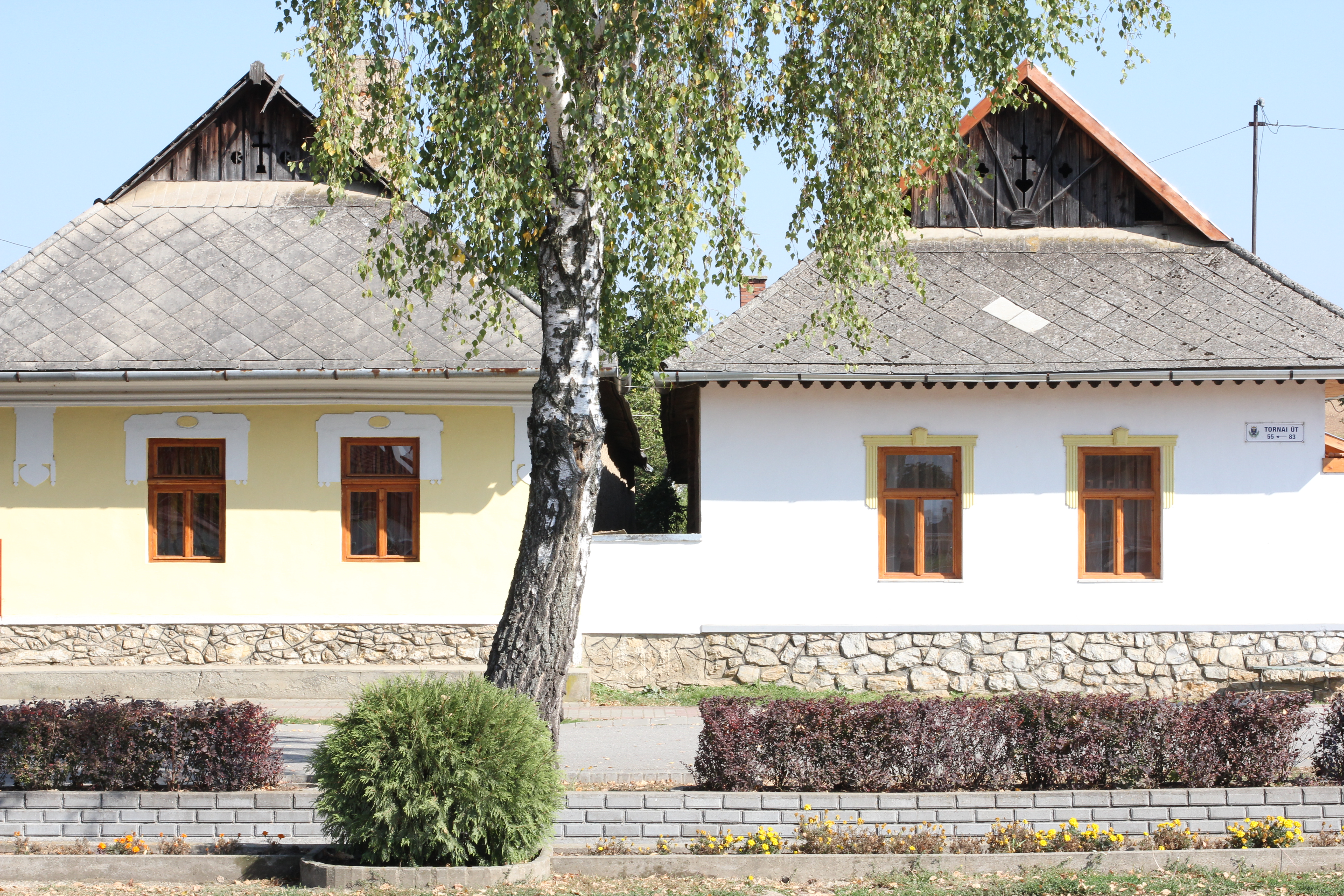
Hídvégardó, népi lakóházak

- Szent Imre tér Nepomuki Szent János szobrával

## Neves hidvégardóiak
- Itt született 1872-ben Tóth-Szabó Pál levéltáros, történész.
- Saját kívánságára a község temetőjében szórták szét H. Szabó Béla (Kassa, 1919 – Szikszó, 1999) hamvait. H. Szabó Béla eredetileg biztosítói alkalmazott volt, de Borsod-Abaúj-Zemplén megye természet- és műemlékvédelmének szakavatott krónikása lett. A Bódva völgyét kedvelte leginkább. E szűkebb tájegység műemlékeiről két kiadványt is írt: Bódva-völgyi képeskönyv (Miskolc, Borsodi Szemle, 1956) és  Árpád-kori emlékek Borsodban (Miskolc, Borsod Tourist, 1979)

## A település az irodalomban
- Hidvégardó a helyszíne Bayer Zsolt Valahol feltámadás volt címet viselő novellájának.